# Polje pri Vodicah
Polje pri Vodicah is een plaats in Slovenië en maakt deel uit van de gemeente Vodice in de NUTS-3-regio Osrednjeslovenska. De plaats telde 282 inwoners op 1 januari 2020.